# اربزن
اربزن (به آلمانی: Erbsen) یک منطقهٔ مسکونی در آلمان است که در ادلبسن واقع شده‌است. اربزن ۴۰۰ نفر جمعیت دارد.